# Kontrollansvarig enligt PBL

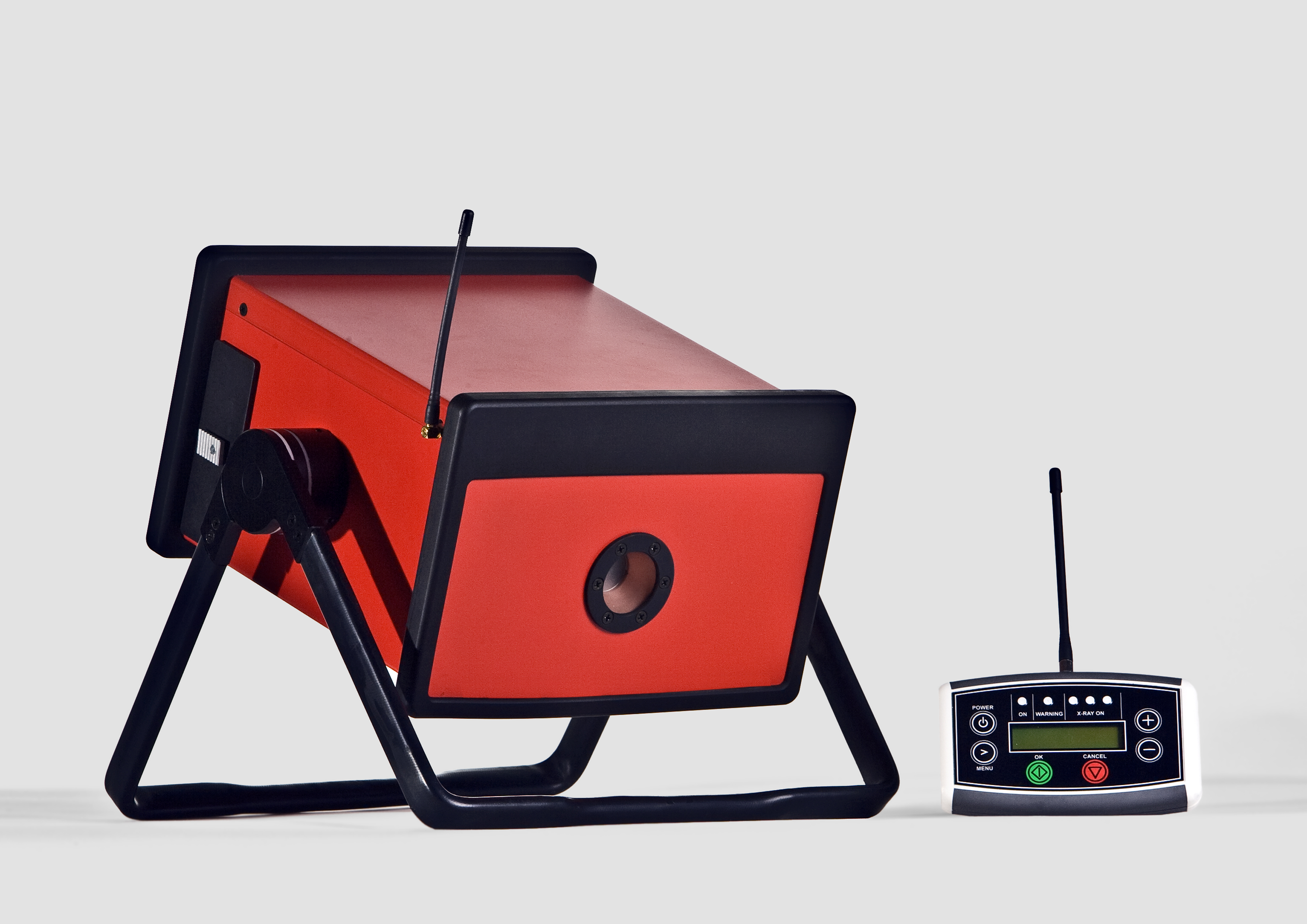
Svetsröntgenutrustning

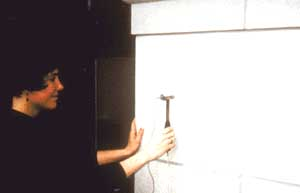
Oförstörande provning av mur.

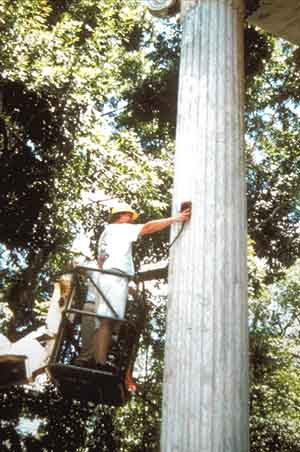
Oförstörande provning av kolonn.

Principen för ultraljudsprovning.

En Kontrollansvarig enligt PBL, förkortat KA, ibland även benämnd certifierad kontrollansvarig, skall hjälpa byggherren att se till att alla kontroller görs som är nödvändiga för att kraven i bygglagstiftningen följs. Vid utförande av de flesta bygg-, rivnings- eller marklovpliktiga och anmälningspliktiga åtgärder skall det finnas kontrollansvariga. I plan- och bygglagens 10e kapitel regleras vad för krav som ställs på kontrollansvarig och vilka dennes uppgifter är.

De viktigaste kraven som ställs på en kontrollansvarig är att denne skall ha den kunskap, erfarenhet och lämplighet som behövs, samt att han eller hon har en självständig ställning i förhållande till den som utför den åtgärd som skall kontrolleras. Kravet på den kontrollansvariges självständighet regleras i KAAR – Boverkets allmänna råd om den kontrollansvariges självständiga ställning.

Kontrollansvarigas främsta uppgifter är att ta fram byggherrens plan för egenkontroll (egenkontroll enligt PBL) och se till att kontrollplanen följs. Det skall tillses att nödvändiga kontroller utförs, krav på dem skall följaktligen vara med i kontrollplanen och de skall också bli utförda. Kontrollen avser även att gällande bestämmelser och villkor följs. Vid avvikelser skall byggherren informeras och vid behov skall byggnadsnämnden meddelas, exempelvis skulle i händelse av att avvikelserna påverkar en konstruktions bärförmåga och stadga det sistnämnda kunna vara motiverat. Om en prestandadeklaration misstänks vara felaktig eller missvisande skall detta rapporteras till Boverket.

## Egenkontroll enligt PBL
Med egenkontroll enligt PBL avses all kontroll som byggherren måste låta utföra. Egenkontroll är ett begrepp som innebär att en verksamhetsutövare själv ska kontrollera att verksamheten följer de regler som styr verksamheten. Så som begreppet egenkontroll används i vissa andra sammanhang, dvs att det likställs med avsyning av eget arbete, att man kontrollerar det man själv gjort utifrån en checklista, är inte vad det betyder i plan- och bygglagen. Avsyning av eget arbete kan vara en del av egenkontrollen, men en hel del av sådant som i olika sammanhang skall ingå i egenkontrollen får inte utföras av den som utfört arbete. Exempelvis måste oförstörande provning av svetsar, som är en del av byggherrens egenkontroll, utföras av en certifierad fristående kontrollant. Egenkontrollen som avses är byggherrens, inte det anlitade byggföretagets, konsultens et cetera, det kan innefatta kontroller utöver de anlitade företagens kontroller. Exempelvis ingår kontroll av rostskyddsmålning vanligen inte i företaget som utför arbetes åtagande, men skall ändå utföras. Egenkontrollen enligt PBL skall dokumenteras.

## Kontrollplan
Kontrollplanens innehåll och utformning regleras i plan- och bygglagens 10e kapitel 6 §.

De viktigaste punkterna är:
- Vilka kontroller som ska göras och vad kontrollerna skall avse.
- Vem som skall göra kontrollerna.

För att tydliggöra kraven på kontrollplanens utformning har Boverket angett att följande skall finnas med:
- vilka kontroller som ska göras och vad kontrollerna ska avse,
- vem som ska göra kontrollerna,
- vilka anmälningar som ska göras till byggnadsnämnden,
- vilka arbetsplatsbesök som byggnadsnämnden bör göra och när besöken bör ske,
- vilka byggprodukter som kan återanvändas och hur dessa ska tas om hand, och
- vilket avfall som åtgärden kan ge upphov till och hur avfallet ska tas om hand.

För något mindre projekt finns det tjänster som upprättar kontrollplaner samt riskbedömningar automatiskt genom att man svarar på några enkla frågor om sitt byggprojekt i ett formulär. Detta sker utan kostnad och kontrollplanen skickas digitalt inom några sekunder. Enkla kontrollplaner gör att du får en adekvat kontrollplan inom 5 minuter samt att du inte behöver några förkunskaper.
Något exempel eller tydligare anvisningar för kontrollplanens innehåll och utformning har inte Boverket tagit fram, utöver det som står i artikeln Kontrollplaner i bygglagstiftningen i Bygg & teknik 2/12.  Däremot har många kommuner förtydligat vilka krav som gäller och tagit fram mallar och exempel på kontrollplaner. På exempelvis Västerås stads, Stockholms stads och Örebro kommuns sidor om kontrollplan finns exempelkontrollplaner och mallar.
Kontrollplanen skall innehålla erforderliga kontroller både för projektering och utförande. Kontrollerna kan vara antingen en del av byggherrens egenkontroll eller kontroller utförda av en sakkunnig enligt PBL.
Granskning av byggprodukters prestandadeklarationer är en kontroll Boverket anser kan vara med i kontrollplanen.
De typer av egenkontroller som finns för bärande konstruktioner är dimensioneringskontroll, mottagningskontroll och utförandekontroll.
För projektering av bärande konstruktioner är ett krav på utförd dimensioneringskontroll enligt EKS, det viktigaste kravet. Dimensioneringskontrollen är den enda egenkontrollen för projektering. Den måste utföras för konstruktioner i säkerhetsklass 2 och 3 som dimensioners enligt EKS (och också enligt tidigare gällande BKR). För annan projektering finns exempel på viktiga punkter i artikeln Kontrollplaner i bygglagstiftningen och i ovan nämnda exempelkontrollplaner. En av de rekommendationer Statens haverikommission gav Boverket i samband med Ystadraset var att tydliggöra betydelsen av dimensioneringskontroll vid upprättande av kontrollplaner.
För utförandekontroller skall i vissa fall kontrollplaner tas fram av konstruktören, exempelvis för stålkonstruktioner, då är det att de innehåller erforderliga kontroller och att dessa kontroller utförs som skall tillses. För annat finns exempel på viktiga punkter i artikeln Kontrollplaner i bygglagstiftningen och i ovan nämnda exempel-kontrollplaner.
I artikeln Kontrollplaner i bygglagstiftningen påtalas "Att begränsa kontrollen till de viktigaste momenten ökar tilltron till kontrollplanen, liksom sannolikheten att kontrollerna genomförs."
Dessutom behöver det avtalas om att entreprenören, konsulten et cetera, skall utföra och dokumentera egenkontroll enligt krav i kontrollplanen för att det skall bli gjort. Hur det sköts och att det blir gjort på ett sätt som gör att det fungerar rår vanligen inte den kontrollansvarige över. I AMA AF 12 under rubriken AFC.1811 - Kontrollplan enligt PBL, för en utförandeentreprenad, ges i RA AF 12 anvisningen "Ange i vilken omfattning entreprenören ska utföra och dokumentera egenkontroll enligt krav i Kontrollplan enligt PBL. Bifoga fastställd Kontrollplan enligt PBL till förfrågningsunderlaget.". Under rubriken AFD.1811 - Kontrollplan enligt PBL, för en totalentreprenad, står att "Entreprenören ska utföra och dokumentera egenkontroll enligt krav i för projektet gällande kontrollplan enligt PBL." Och i RA AF 12 ges anvisningen "Bifoga fastställd Kontrollplan enligt PBL till förfrågningsunderlaget.".

## Certifiering
Enligt plan- och bygglagens 10e kapitel 9 § måste kontrollansvariga kunna styrka att de har den kunskap, erfarenhet och lämplighet som kräva med ett bevis om certifiering. Kravet för certifieringen regleras i Boverkets föreskrifter och allmänna råd om certifiering av kontrollansvariga. Det finns två behörighetsnivåer, behörighet N för projekt av normal art och behörighet K för projekt av komplicerad art. Med projekt av normal art avses nybyggnad, tillbyggnad, ombyggnad eller rivning av en- eller tvåbostadshus och andra byggnader med högst två våningar. Samt ändring i alla slags byggnader och idrottsplatser. Annat är att betrakta som projekt av komplicerad art.

## När behöver en kontrollansvarig anlitas
I de flesta fall när man gör en bygg-, rivnings- eller markåtgärd. Men inte vid små ändringar av en- eller tvåbostadshus, om inte byggnadsnämnden beslutar annat. En kontrollansvarig krävs inte heller vid åtgärder avseende uthus, garage och andra små byggnader, eller vid vissa åtgärder rörande anläggningar, om inte byggnadsnämnden beslutar annat. En kontrollansvarig krävs inte för åtgärder som inte kräver lov eller anmälan.

## Problem med systemet med kontrollansvariga och kontrollplaner
Angående hur det fungerar skriver Boverket i Rapport 2013:16 Plan- och bygglagen i praktiken 2012 att "För att tydliggöra kontrollplanens vikt och innehåll behöver Boverket utreda orsakerna till varför kontrollsystemet inte fungerar. Boverket har för avsikt att under året påbörja en förstudie om huruvida föreskrifter eller allmänna råd till kontrollplaner behövs enligt det bemyndigande Boverket har i plan- och byggförordningen, PBF. Det är önskvärt att Boverket kan föreskriva om att dokumentation av utförda kontroller i projekteringsskedet ska ske och hur dessa ska redovisas. Det kan till exempel handla om att byggnadsnämnden ska kunna begära in dokumentation av den dimensioneringskontroll som ska göras enligt byggregelverket. En sådan föreskrift skulle kunna leda till att allvarliga händelser så som takras och kollaps av byggnader i större utsträckning kan undvikas." 

## Tidigare system
- Systemet med Kontrollansvarig enligt PBL ersatte, vid införandet av Plan- och bygglagen 2011, det tidigare systemet med Kvalitetsansvarig enligt PBL.
- Systemet med Kvalitetsansvarig enligt PBL ersatte, då det infördes 1995, det tidigare systemet med Ansvarig arbetsledare enligt PBL.
- Systemet med Ansvarig arbetsledare enligt PBL kom med införandet av äldre Plan- och bygglagen 1987.
- Även före 1987 användes begreppet Ansvarig arbetsledare, men det syftade då på det mycket snarlika systemet med Ansvarig arbetsledare enligt SBN. Den ansvarige arbetsledarens åtaganden i det systemet återfinns i Svensk Byggnorm (SBN).[20] Och ännu tidigare syftade det på det system som fanns i Byggnadsstyrelsens anvisningar till byggnadsstadgan (BABS). [21]